# Julie & Ludwig

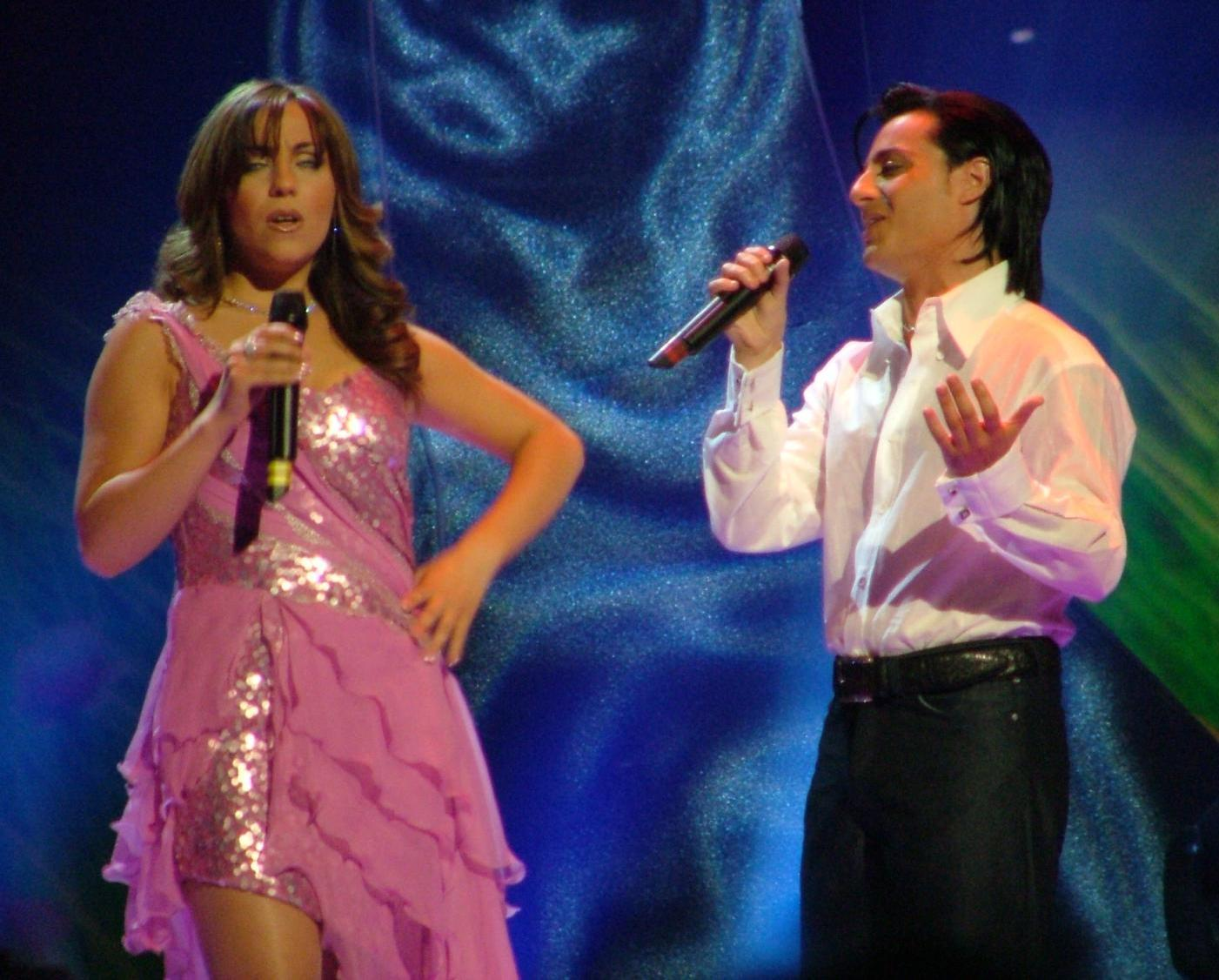
Julie & Ludwig tijdens een repetitie op het Eurovisiesongfestival 2004 in Istanboel

Julie & Ludwig (Julie Zahra en Ludwig Galea) zijn een Maltees zangduo.
Na enkele mislukte pogingen in Malta Song for Europe wonnen ze de preselectie in 2004 met het lied On again ... off again. Op het Eurovisiesongfestival moesten ze in de halve finale aantreden. Daar werden ze 8ste en in de finale waren ze 12de, wat hen nog net een finaleplaats voor 2005 opleverde.
In 2005 toerde het duo door de Verenigde Staten.

## Discografie
- Adagio 2002
- My Number One, 2003
- Sebat Ilwien, 2003
- Endlessly, 2003
- On Again...Off Again, 2004
- Ħolma Amerikana, 2004
- Fil-Port ma' l-Ewropej, 2004